# Oh Wonder
Oh Wonder es un dúo de pop alternativo con base en Londres, formado por Josephine Vander Gucht y Anthony West. Desde que publicaron su álbum debut han vivido un éxito internacional con sus canciones de pop alternativo suaves, de ritmo lento, con tintes de R&B. Empezaron a escribir, grabar y publicar una canción el primer día de cada mes en septiembre de 2014 (y hasta septiembre de 2015). Todas las canciones publicadas fueron unidas en un álbum homónimo puesto a la venta el 4 de septiembre de 2015, junto con dos canciones extra que no habían sido publicadas en ninguno de los meses anteriores. Hicieron parte del álbum Golden Hour de Kygo con la canción "How Would I Know"; el álbum fue lanzado el 29 de mayo de 2020.
Una semana más tarde, tras su álbum debut, agotaron las entradas en sus shows de Londres, París, Los Ángeles y Nueva York.

## Recepción de la crítica
Oh Wonder ha sido una de las bandas de las que más se ha hablado internacionalmente en 2015, y empezaron 2016 con numerosas entradas en blogs y publicaciones. Todas sus publicaciones mensuales llegaron al puesto número 1 en el blog musical Hype Machine, y sus canciones han sido reproducidas en servicios de streaming más de 100 millones de veces. Su primera actuación en público fue en la "BBC Radio 1" en los Maida Vale Studios, después de recibir el apoyo de los DJ Huw Stephens y Greg James en la sección "BBC Introducing".
La primera actuación en TV del grupo fue en Conan, que fue emitido en los Estados Unidos el 20 de enero de 2016. Interpretaron su sencillo "Lose It"

## Álbum de estudio
Oh Wonder (en inglés) (2015)
Anthony y Josephine escribieron y grabaron su primer álbum, también llamado Oh Wonder, de una forma poco convencional. Escribieron, grabaron y publicaron una canción cada mes, empezando el 1 de septiembre de 2014. Cada canción fue escrita, producida y mezclada por el dúo en su casa-estudio en Londres. Estas canciones mensuales culminaron, un año más tarde, con la publicación de su álbum, que también incluyó dos canciones extra ("Without You" y "Plans"). El álbum tuvo un éxito tremendo en las listas y en los servicios como iTunes, sobre todo teniendo en cuenta que 13 de sus 15 canciones ya estaban disponibles en streaming en línea (gratuito en Soundcloud) con anterioridad.
El álbum (que también ha sido producido en formato vinilo) alcanzó el puesto 26 en las "Official UK Charts", el puesto número 16 en las listas canadienses y el 80 en la Billboard estadounidense.

### Sencillos
(En el orden  en el que fueron publicados)
- "Body Gold" (septiembre de 2014)
- "Shark" (octubre de 2014)
- "Dazzle" (noviembre de 2014)
- "All We Do" (diciembre de 2014)
- "The Rain" (enero de 2015)
- "Lose It" (febrero de 2015, videoclip en enero de 2016)
- "Technicolour Beat" (marzo de 2015)
- "Midnight Moon" (abril de 2015)
- "Livewire" (mayo de 2015, videoclip el 11 del mismo mes)
- "White blood" (junio de 2015)
- "Landslide" (julio de 2015)
- "Drive" (agosto de 2015, videoclip el 11 del mismo mes)
- "Heart Hope" (septiembre de 2015)
- "Without You" (2 de septiembre de 2015, publicación sorpresa. Videoclip en octubre de 2015)
- "Plans" (4 de septiembre de 2015. Con el álbum)

Ultralife (2017)
Su nuevo álbum lo empezaron a grabar en noviembre del año pasado (2016) en Londres. Cada canción fue escrita, producida y mezclada por el dúo en su casa-estudio. El álbum fue publicado el 13 de julio. El 30 de marzo el dúo subió a su canal de Youtube el audio oficial de "Ultralife" (canción también llamada como el álbum), el 6 de abril subieron el audio oficial de "Lifetimes", y 6 días después subieron el vídeo oficial de "Ultralife". El 27 de ese mismo mes subieron el audio oficial de "My Friends",el 18 de mayo publicaron "Heavy" acompañado de un vídeo en el que se los ve bailando en una especie de cubo de colores, para hacer ese vídeo se tomaron más de 2600 fotos, y whiskey. El 8 de junio publicaron el audio oficial de "High on Humans". 
Ellos explican que 'Ultralife' es el sonido de una nueva confianza que se filtra en la composición de la pareja. Es musculoso en su entrega, celebratorio en su mensaje, y juega con una vertiginosa variedad de texturas y sonidos, pero sin perder la esencia de lo que hace que Oh Wonder sea tan especial. El álbum estuvo en el puesto 8 en las "Official UK Charts", y al puesto 3 en "Top Albums" en Soundcloud. Anthony y Josephine subieron un video en el que mostraban como hicieron "Ultralife". Y luego subieron una serie de vídeos en la que explicaban cada canción del nuevo álbum. 
1. Solo
2. Ultralife
3. Lifetimes
4. High on Humans
5. All About You
6. Heavy
7. Bigger Than Love
8. Heart Strings
9. Slip Away
10. Overgrown
11. My Friends
12. Waste

## Gira
Desde la publicación de su álbum debut la banda ha estado de gira internacional por países como Inglaterra, Francia, Bélgica, Alemania, Suecia, Noruega, Dinamarca, los Países Bajos, Rusia, Canadá y los Estados Unidos. Recientemente han tenido su primer show en Asia, en Manila (Islas Filipinas) y en América en México (Ciudad de México y Monterrey). La banda es conocida por haber vendido todas las entradas de todos sus shows desde su primer concierto en Londres en septiembre de 2015 (de hecho, los tickets para sus conciertos en EE. UU. se vendieron en cuestión de minutos). También serán teloneros del tour de la cantante Halsey (que presenta su álbum Badlands) entre el 21 de julio y el 12 de agosto de 2016. También se sabe que participarán en los festivales de Bonnaroo (EE. UU.), Firefly (EE. UU.), Lollapalooza (EE. UU.), el WayHome Festival (Canadá, fechas por confirmar) y Live Out (Monterrey, México. 1 de octubre de 2016).
Durante su gira por los Estados Unidos, contarán con la compañía de Aquilo (dúo musical) en algunos de sus conciertos.

#### Ultralife World Tour
Desde el comienzo del tour el dúo ha estado visitando diferentes países como Malasia, Filipinas, Tailandia, Usa, Canadá, UK, Francia, Alemania, Italia, Suiza, Austria, Polonia, Dinamarca, Bélgica y Rusia, entre otros.
En la gira por Usa y Canadá Oh Wonder estuvo acompañado por Jaymes Young (Cantante), también los iba a acompañar la joven cantante Sigrid, pero se tuvo que bajar del tour porque su discográfica le pidió que terminara de grabar su disco. Y luego en su gira por Europa los acompañó la joven cantante "Laurel" (Classic Laurel).
La primera parte de esta gira ha terminado y Oh Wonder se tomara un pequeño descanso y volverán el 23 de febrero en Australia.
Oh Wonder estará tocando en el Lollapalooza Argentina, Brasil y Chile.